# ETAM
Pour l’article homonyme, voir Etam Groupe.
Dans le droit du travail français, ETAM (employés, techniciens et agents de maîtrise) est le statut intermédiaire entre l'ouvrier et le cadre.